# Ладынин, Иван Андреевич
Иван Андреевич Лады́нин (род. 11 ноября 1972, Москва) — российский египтолог и антиковед, специалист по политической истории и культуре Древнего Египта, идеологии царской власти в Египте эллинистического времени, истории египтологии, особенностям древнеегипетской исторической традиции и её трансляции в античную письменную культуру, взаимодействиям древнего Египта и античного мира, истории эллинистических государств кон. IV—III вв. до н. э., мировоззрениям древних обществ.
Доктор исторических наук, тема диссертации — «Начало македонского времени в категориях традиционного мировоззрения древних египтян конца IV — начала III вв. до н. э.», доцент по кафедре истории древнего мира Исторического факультета МГУ. Член Российской ассоциации антиковедов (с 2009 г.).
Автор более 200 научных публикаций. Подготовил 4 кандидатов наук.

## Биография
Родился в семье кинорежиссёра Андрея Ладынина. Внук советской актрисы театра и кино Марины Ладыниной и режиссёра Ивана Пырьева.
В 1995 году окончил Исторический факультет МГУ, написав дипломную работу на тему «Египетская традиция в царском культе Александра Македонского» (научный руководитель — доцент О. В. Томашевич). В 1998 году защитил кандидатскую диссертацию на тему «Александр Македонский и Египет: Проблемы греко-египетского синтеза в эпоху генезиса эллинизма» (научный руководитель — профессор В. И. Кузищин). В 2018 году защитил докторскую диссертацию на тему «Начало македонского времени в категориях традиционного мировоззрения древних египтян конца IV — начала III вв. до н. э.».
С 1996 года работает на Историческом факультете МГУ, кафедра истории древнего мира. С 2014 года параллельно – в НИУ «Высшая школа экономики», профессор факультета гуманитарных наук.
Выступал с лекциями по проблематике своих научных исследований в Университете Мартина Лютера (Галле, Германия, 2010), в Оксфордском университете (2014).
Стипендиат Германской службы академического обмена (DAAD) для научных стажировок в Центре изучения греко-римского Египта Трирского университета, Германия (1999, 2002) и в Отделении египтологии Института культур древнего Востока Философского факультета Университета Эбергарда-Карла, г. Тюбинген (2012); стипендиат Университета Мартина Лютера (Халле-Виттенберг, Германия) для научной стажировки в Институте древней истории данного университета (г. Халле, 2010).
Многократно выступал с докладами на разных конференциях, в том числе международных, посвящённых проблемам египтологии и истории эллинизма. Постоянный участник Петербургских египтологических чтений (с 2003). C 2011 года — участник круглого стола «Язык(и) культуры: чтение, понимание, перевод» научно-исследовательского центра египтологии им. Б. А. Тураева Университета Дмитрия Пожарского. С 2014 года — участник научных семинаров Центра Эллинистических исследований Университета Дмитрия Пожарского. Неоднократно выступал в качестве эксперта в научно-популярных проектах: ПостНаука и лектории «Хронограф» исторического факультета МГУ им. М. В. Ломоносова.
С 1999 года — координатор подсекции «История древних цивилизаций» секции «История» международной научной конференции студентов, аспирантов и молодых учёных «Ломоносов». С 2001 года — ответственный секретарь Сергеевских чтений на кафедре истории древнего мира исторического факультета МГУ, ответственный редактор сборника научных трудов Сергеевских чтений «Восток, Европа и Америка в древности» (2010, 2012). Член Российской Ассоциации антиковедов, член редакционных коллегий журналов: «Преподавание истории в школе», «Вестник Университета Дмитрия Пожарского».
Сегодня ведёт лекции по истории Древнего Востока, семинары по истории Древнего мира для студентов исторического факультета МГУ и философского факультета МГУ. С 2014 года также читает общие курсы по всеобщей истории и истории древности, специальные курсы по истории древнего Египта в Школе исторических наук Факультета гуманитарных наук Высшей школы экономики.

## Основные труды

#### Монографии
- «Снова правит Египет!» Начало эллинистического времени в концепциях и конструктах позднеегипетских историографии и пропаганды. — СПб.: Издательство РХГА, 2017. — 332 с. — (Труды Исторического факультета МГУ. Вып. 84. Сер. II: Исторические исследования, 40). — ISBN 978-5-88812-839-8.
- Цивилизации классического Востока в памятниках собрания Государственного музея изобразительных искусств имени А. С. Пушкина / под ред. И. А. Ладынина, О. А. Васильевой, А. А. Немировского. — М.—СПб.: Издательство РХГА, 2021. — 236 с. — (Труды исторического факультета МГУ. Вып. 205. Исторические исследования. Сер. II: Исторические исследования, 136). — ISBN 978-5-907505-19-3.
- Птолемей, сын Лага, и жрецы Буто. «Стела сатрапа» (Египетский музей, Каир, 22182): Иероглифический текст, перевод и комментарий. — М.—СПб.: Издательский дом РХГА, 2022. — 228 с. — (Труды Исторического факультета МГУ. Вып. 198. Сер. II: Исторические источники, 11). — ISBN 978-5-6044373-0-8.
- Владимир Семенович Голенищев и его коллекция восточных древностей / под ред. И. А. Ладынина. — М.—СПб.: Издательство РХГА, 2022. — 392 с. — (Труды исторического факультета МГУ. Вып. 221. Сер. II: Исторические исследования, 151). — ISBN 978-5-907613-32-4.
- Очерки по истории советской науки о древнем мире. — М.: Альма Матер, 2024. — 287 с. — (Труды исторического факультета МГУ. Вып. 249. Сер. II: Исторические исследования, 172). — ISBN 978-5-904994-41-9.

#### Разделы в энциклопедиях
- Статьи по древнему Египту в БРЭ[12].
- Late Dynastic Period (2013) // UCLA Encyclopedia of Egyptology. (eds. by Wolfram Grajetzki, Willeke Wendrich, Los Angeles.[13]

#### Статьи
- Памятники Александра Великого в Египте: опыт интерпретации // Древний Восток и античный мир: Сборник научных трудов кафедры истории древнего мира исторического факультета МГУ им. М. В. Ломоносова. М., 1998. Вып. 1. С. 32—49.
- Египетская царская титулатура Александра Великого // Вестник Московского университета. Серия 8: История. 1999. № 2. С. 85—97.
- К датировке «Стелы Сатрапа» и интерпретации её исторической части (Urk. II. 12.12-15.16) // Межгосударственные отношения и дипломатия в античности. Сб. ст. Казань, 2000. С. 178—200.
- Прижизненный царский культ Александра Великого: К проблеме соотношения египетских и греческих компонентов // Древний Восток: Общность и своеобразие культурных традиций. Сб. ст. М., 2001. С. 200—225.
- Обозначение Stt в «Стеле сатрапа» (Urk. II. 13.4): к восприятию мировой державы Аргеадов на Востоке // Вестник древней истории. 2002. № 2. С. 3—19.
- «Нечестивый правитель» в религиозно-идеологической традиции древнего Египта II тыс. до н. э. // Культурное наследие Египта и христианский Восток (Материалы международных научных конференций). М., 2002. С. 155—176.
- Концепция Я.Ассмана и методика изучения древних культур // Вестник Московского университета. Серия 8: История. 2002. № 1. С 76-97.
- Античная традиция о Менесе: К проблеме реликтов древнеегипетского героического эпоса // Древние цивилизации Старого и Нового Света: Культурное своеобразие и диалог интерпретаций. Сб. ст. М., 2003. С. 139—150.
- Сведения Элефантинской стелы царя Амасиса о вавилонском вторжении в Египет в 568/567 гг. до н. э. // Восток (Oriens). 2004. № 3. С. 17—27.
- Дафны в библейской и христианской традиции о финале царствования Априя (кон. 570-нач. 560-х гг. до н. э.) // Вестник древней истории. 2004. № 3. С. 3—13.
- The Olympic Games of 324 B.C. and the Unification of Lands under Alexander’s Sway // Les Jeux Olympiques dans l’antiquité. Sous la direction de V.I. Kuzishchin. Athènes, 2004 (Mésogeios, 24). P. 161—184.
- Основные этапы царского культа Птолемеев в контексте общей эволюции египетского эллинизма // Мнемон: Исследования и публикации по истории античного мира. Вып. 3. СПб., 2004. С. 145—184.
- Сюжет рождения Александра Великого от змея: к вопросу о времени и исторических условиях возникновения // Antiquitas aeterna: Aнтиковедческие исследования в Поволжье. Вып. 1. Казань-Нижний Новгород-Саратов, 2005. С. 28—42.
- Сакрализация царской власти в древнем Египте в кон. IV — нач. II тыс. до н. э. // Сакрализация власти в истории цивилизаций. Ч. I. М., 2005. С. 63—94.
- Древнеегипетские концепции сакральности царской власти в I тысячелетии до н. э. // «Боги среди людей»: Культ правителей в эллинистическом, постэллинистическом и римском мире / Отв. ред. С. Ю. Сапрыкин, И. А. Ладынин — М.; СПб.: Издательство РХГА, 2017. — 733 с. — (Труды Исторического факультета МГУ. Вып. 82. Сер. II: Исторические исследования. 39). С. 136—173
- «Парадоксы идеи прогресса» и «культурная память» в древнем Египте (по поводу статьи В. В. Емельянова) // Восток (Oriens). — 2018. — № 6. — С. 6—21. DOI:10.31857/S086919080002863-6

#### История науки
- Египтолог М. А. Коростовцев и его инициатива по созданию научного представительства СССР в Египте // Исторические записки, М., 2014, том 15, с. 358—382 (в соавт. с Тимофеевой Н. С.);
- Письма О. Д. Берлева к С. И. Ходжаш в архиве Государственного музея изобразительных искусств им. А. С. Пушкина // Aegyptiaca rossica, М., вып. 2, с. 34—47 (в соавт. с Тимофеевой Н. С.);
- Особенности ландшафта (Насколько марксистской была «советская древность»?) // Вестник Университета Дмитрия Пожарского, 2016, № 2 (4), с. 9—32;
- «Наш учебник по древней истории выдержит экзамен…» Заседание кафедры древней истории исторического факультета МГУ и сектора древней истории Института истории АН СССР 22 марта 1949 г. // Вестник Университета Дмитрия Пожарского, 2016, № 2 (4), с. 187—282 (в соавт. с Бугаевой Н. В.);
- Труд Манефона Севеннитского и история Египта I тыс. до н. э. в исследованиях В. В. Струве // Вестник Университета Дмитрия Пожарского, 2016, № 2 (4);
- Обсуждения учебника В. И. Авдиева «История древнего Востока» в конце 1940-х — начале 1950-х гг. // Scripta antiqua. Вопросы древней истории, филологии, искусства и материальной культуры, М., 2017, том 6, с. 384—390 (в соавт. с Тимофеевой Н. С.);
- «Глубокоуважаемый Лаврентий Павлович!» Из документов В. И. Авдиева 1950 г // Aegyptiaca Rossica, М., 2017, вып. 5, с. 337—360 (в соавт. с Тимофеевой Н. С.);
- Понятие эллинизма в советской и постсоветской историографии: стадиальность и закономерность или историческая конкретность и случайность? // Диалог со временем. Вып. 65. 2018.

#### Разделы в обобщающих работах, учебниках и учебных пособиях
- Поздний Египет (совм. с С. С. Соловьёвой). Приложения. Божества древнего Востока: Египет. Библиография // История древнего Востока: Учеб. для вузов / Под ред. В. И. Кузищина. 3-е изд. М.: Высшая школа, 1999 (и стереотипные переиздания). С. 65, 70—71; 435—437; 443—460.
- Из текстов о божественном происхождении царицы Хатшепсут и её восшествии на престол. Рассказ о признании Тутмоса III сыном Амона-Ра и восшествии его на престол. Приложения (совм. с О. А. Васильевой) // История древнего Востока. Тексты и документы: Учеб. пособие. Под ред. В. И. Кузищина. М.: Высшая школа, 2002. С. 61—69; 69—72; 649—655; 655—660.
- Главы II—IV [по истории древнего Египта] // История древнего мира / Ладынин И. А., Немировский А. А., Никишин В. О., Новиков С. В. Учеб. для вузов. М.: Филологическое общество «Слово», 2004. С. 21—37, 38—50, 51—73.
- Глава 1. Древний Египет // Древний Восток / Н. В. Александрова, И. А. Ладынин, А. А. Немировский, В. М. Яковлев. М.: Астрель, 2008. С. 26—170.
- Глава 2. Проблемы политической истории и хронологии древнего Египта. Древний Египет и окружающий мир в зарубежной и отечественной историографии. Глава 3. Общество и государство в древнем Египте в зарубежной и отечественной историографии. Проблема древнеегипетской идеологии царской власти // Историография истории древнего Востока. Учеб. для вузов / Под ред. В. И. Кузищина. Ч.1. М.: Высшая школа, 2008. С. 122—202, 203—279.
- Раздел 1. Древний Египет // История древнего Востока: Уч. пос. для вузов. Под ред. Б. С. Ляпустина. М., 2009. С. 37—180.
- Главы II—IV [по истории древнего Египта] // История древнего мира / Ладынин И. А., Немировский А. А., Никишин В. О., Новиков С. В. Учеб. для вузов. М.: АСТ: СЛОВО: Полиграфиздат, 2010. С. 21—37, 38—50, 51—73.
- Египет Позднего времени (совместно с В. А. Головиной). Эллинизм (совместно с Г. А. Кошеленко). // Всемирная история. Т. 1: Древний мир. Под ред. В. А. Головиной и В. И. Уколовой. М., 2011. С. 256—271, 521—551.

#### Переводы
- Меекс Д., Фавар-Меекс К. Повседневная жизнь египетских богов. М.: Молодая гвардия, 2008 (пер. с фр. в соавторстве с О. Б. Колобовой)

## Оценки в научной литературе и критика
Египтолог Э. Спэлинджер (Университет Окленда, Новая Зеландия ) высказывает в своей статье The Epistolary Topos and War высокое мнение о значимости интерпретации т. н. Элефантинской стелы царя Амасиса, предложенной И. А. Ладыниным. Египтолог Ж. Горр (Университет Ренна, Франция; ; ) в статье The Satrap Stela: A Middle Ground Approach характеризует работу И. А. Ладынина о фрагменте раннеэллинистической «Стелы сатрапа», описывающем судьбу владений храма Буто при некоем чужеземном завоевателе, как «проливающую свет во многих отношениях» (in many aspects very enlightening), однако не соглашается с исходным положением этой статьи, согласно которому описанная в данном фрагменте ситуация является действительно исторической, а не литературным топосом. Российские египтологи И. В. Богданов и А. В. Сафронов приводят фрагменты переводов И. А. Ладыниным древнеегипетских источников, показывающие, по их мнению, что он работает не с оригинальным иероглифическим текстом, а с переводами источников на европейские языки. И. В. Богданов ссылается на неполное совпадение в переводах И. А. Ладынина и Дж. Г. Брестеда одного слова, передающего оригинальный текст с искажением («возгласил» — published): сплошного анализа перевода И. А. Ладынина для обоснования своего наблюдения он не предпринимал. В связи с критикой А. В. Сафронова по поводу перевода одного из фрагментов «Стелы сатрапа» И. А. Ладынин в посте в своём блоге  в обоснование оригинальности своей работы сослался на полный комментированный перевод данного текста в приложении к своей докторской диссертации, указал, что коррективы А. В. Сафронова расходятся с позицией ряда крупнейших египтологов и не содержат полного перевода и интерпретации обсуждаемого фрагмента, возразил на одно из замечаний своего оппонента, а также заметил, что в ходе защиты И. А. Ладыниным докторской диссертации А. В. Сафронов не предъявил никаких претензий к качеству перевода и высоко оценил Ладынина как специалиста. Подобных претензий к переводу «Стелы сатрапа» в докторской диссертации И. А. Ладынина нет и в отзывах на неё официальных оппонентов — ведущих российских египтологов А. О. Большакова и А. Е. Демидчика. Подробные ответы на ряд критических замечаний А. В. Сафронова в его обзорах И. А. Ладынин дал в отдельной статье. А. В. Сафронов также обсуждает перевод «Стелы сатрапа» в специальной публикации, частично изменив в ней свои интерпретации, представленные ранее в черновике отзыва на статью И. А. Ладынина (в частности, интерпретацию фрагмента Urk. II. 17. 1-3), а также в своём опубликованном ответе на статью И. А. Ладынина, в котором Сафронов вновь подверг свои интерпретации корректировке и повторил критические суждения относительно интерпретаций Ладынина . В другой статье А. В. Сафронов указал на необоснованный характер критики академика В. В. Струве в одной из работ И. А. Ладынина (ср. ладынинскую оценку В. В. Струве как исследователя, «в своих ранних египтологических штудиях тяготевшего к нетрадиционным и далеко не всегда оправданным интерпретациям»). По мнению А. В. Сафронова, И. А. Ладынин не читал процитированную им статью В. В. Струве и по ошибке подверг последнего критике за гипотезу, высказанную египтологом Г. Бругшем. На это критическое суждение И. А. Ладынин ответил в своем блоге. Также А. В. Сафронов неоднократно высказывал мнение, что И. А. Ладынин ссылается на статьи, на самом деле им не прочитанные. В ещё одной статье И. А. Ладынин высказал свои оценки конкретных позиций своего оппонента в связи с интерпретацией «Стелы сатрапа» и их изменений на протяжении 2019—2021 гг., а также свое общее мнение о логике и приемах в этой дискуссии, к которым прибегает А. В. Сафронов. А. В. Сафронов в ответ выпустил статью "«Еще раз к пониманию некоторых фрагментов древнеегипетской „Стелы сатрапа“»: опять двойка". В ней он на примерах показал, что И. А. Ладынин фактически заимствует свои переводы из зарубежных изданий, а в случае самостоятельных попыток интерпретации египетского текста приводит маловразумительные переводы, согласно которым, например, богиня грозится сжечь фараона. Кроме того, И. А. Ладынин, согласно А. В. Сафронову, совершенно не владеет методологией поиска параллельных египетских текстов и не знает храмовых текстов птолемеевского времени, что показывает любительский характер его египтологических компетенций. Украинский исследователь истории эллинистического Египта А. Л. Зелинский, полемизируя с И. А. Ладыниным, обосновывает иную, чем он, датировку голода в Египте в царствование Птолемея III Эвергета .